# Курсан (вождь)
Ку́рсан (угор. Kurszán; убитий в 904) — був кенде (угорський  релігійний, "сакральний вождь"), співправитель Арпада.

## Угорські завоювання
Курсан мав вирішальну роль у завоюванні угорцями Паннонського басейну (Honfoglalás). У 892 або 893 році разом з Арнульфом Каринтійським Курсан атакував Велику Моравію, щоб убезпечити східні кордони Франкської держави; Арнульф віддав йому всі завойовані в Моравії землі. Курсан також окупував землі Південної Угорщини, що належали Болгарському царству. Усвідомивши вразливість країни для атаки з півдня, він увійшов до альянсу з візантійським імператором Левом VI, і вони спільним ударом розбили болгарську армію Симеона I.

## Загибель
Влітку 904 року Людовик IV Дитя запросив Курсана і його людей для переговорів на річку Фіша, де вони всі були вбиті. Після цього Арпад став правити одноосібно, і зайняв частину території, що належала його колишньому партнерові. Сім'я Курсана оселилася в районі Обуди, де побудувала Курсанвара («Замок Курсана»); після смерті Курсана члени його родини змінили прізвище на Карталь (Карт-ель, в перекладі з тюркського «Старший рід»).
Є топонімічні сліди Курсан (Kurszán) на правій стороні Дунаю.